# Oceanapia toxophila
Oceanapia toxophila är en svampdjursart som beskrevs av Arthur Dendy 1922. Oceanapia toxophila ingår i släktet Oceanapia och familjen Phloeodictyidae.
Artens utbredningsområde är Seychellerna. Inga underarter finns listade i Catalogue of Life.